# Sassel (Luxemburg)
Sassel (Luxemburgs: Saassel) is een plaats in de gemeente Wincrange en het kanton Clervaux in Luxemburg.
Sassel telt 42 inwoners (2001).
In Sassel staat de Sint-Luciakapel.
Allerborn · Asselborn · Boevange · Boxhorn · Brachtenbach · Crendal · Deiffelt · Derenbach · Doennange · Hamiville · Hachiville · Hoffelt · Lentzweiler · Lullange · Niederwampach · Oberwampach · Rumlange · Sassel · Schimpach · Stockem · Troine · Wincrange

Luxemburgse gemeenten · Kanton Clervaux · Luxemburg